# Bebaiotes nigrigaster
Bebaiotes nigrigaster är en insektsart som beskrevs av Frederick Arthur Godfrey Muir 1924. Bebaiotes nigrigaster ingår i släktet Bebaiotes och familjen Achilixiidae. Inga underarter finns listade i Catalogue of Life.